# Ngựa kéo Úc
Ngựa kéo Úc là một giống ngựa mạnh mẽ thuộc nhóm ngựa kéo có nguồn gốc từ Úc, có đặc điểm đặc trưng là về sức mạnh và tính khí tốt của nó.

## Lịch sử
Nguồn gốc của giống ngựa này bắt nguồn từ khoảng năm 1854 thông qua việc nhập khẩu ngựa đực giống và ngựa cái giống của nhiều giống ngựa có nguồn gố từ Anh và ngựa Flemish - là một giống ngựa kéo đến từ Úc. Van Diemen's Land (nay là Tasmania) đã đi đầu trong việc lai tạo giống ngựa kéo và ngựa trang trại với một phần hỗ trợ do Công ty Land Van Diemen trợ giúp. Công ty này cũng nhập khẩu ngựa Shire, sau này có tầm quan trọng cho khu vực Tây Úc và Nam Úc vào cuối những năm 1830.
Cuốn sách Clydesdale Stud được thành lập ở Úc vào năm 1915, trước khi việc sinh sản của giống ngựa này có phần rối loạn. Sau năm 1918, máy kéo đã nhanh chóng thay thế những con ngựa kéo cho đến những năm 1930 cho đến khi sự quan tâm mới đến giống ngựa này được nâng lên. Đến năm 1950, máy kéo hầu như đã thay thế ngựa kéo, trở thành tài sản nông thôn ở Úc.
Cộng đồng Giống ngựa kéo Úc được thành lập vào khoảng năm 1979 để quảng cáo cho những con ngựa và chương trình nhân giống này. Ngày nay, ngựa kéo Úc được sử dụng trong các cuộc thi khác nhau và vẫn được đánh giá là một con ngựa đang hoạt động trên các trang trại nhỏ trên khắp nước Úc.